# Maailman ihanin
Maailman ihanin è il primo singolo della cantante finlandese Katri Ylander estratto dal suo terzo album Valvojat.